# Parafia Wniebowzięcia Najświętszej Maryi Panny w Toruniu
Parafia Wniebowzięcia Najświętszej Maryi Panny i bł. ks. Stefana Wincentego Frelichowskiego w Toruniu – parafia rzymskokatolicka w diecezji toruńskiej, w dekanacie Toruń I, z siedzibą w Toruniu. Erygowana 1 kwietnia 1831.

## Historia
Parafia została erygowana 1 kwietnia 1831 roku na mocy decyzji biskupa chełmińskiego Ignacego Matthy’ego. Parafia powstała na bazie klasztoru bernardynów, skasowanego przez władze pruskie w 1821 roku. Kontynuowała tradycję nieistniejącej już parafii św. Wawrzyńca. Parafia obejmowała swoimi granicami przedmieścia Torunia i podmiejskie wsie. 31 marca 2001 roku na mocy dekretu ordynariusza toruńskiego biskupa Andrzeja Suskiego parafia otrzymała drugiego patrona, bł. Stefana Wincentego Frelichowskiego.
Kościół parafialny wybudowano w XIV wieku.

## Zasięg parafii
Do parafii należą wierni będący mieszkańcami Torunia (aleje: Jana Pawła II, al. 500-lecia, 700-lecia i Solidarności oraz ulice: Bema (numery parzyste 2-128), Bydgoska (do nru 36), Chopina, Derdowskiego, Franciszkańska 13, Fredry, Gałczyńskiego, Grudziądzka (numery nieparzyste do 5 i parzyste do 12), Krasińskiego (numery nieparzyste do 59 i parzyste 44), Kraszewskiego, Legionów (nry nieparzyste do 17a), Matejki, Mickiewicza (numery nieparzyste do 49a i parzyste do 56), Moniuszki, Morcinka, Odrodzenia, Prusa, Słowackiego (do numeru 64 i 45), Sportowa, Stary Rynek, Stwosza, Szosa Chełmińska (do numeru 74), Szymanowskiego, Tuwima i Wały gen. Sikorskiego (numery nieparzyste 15-19).

## Odpust
- Wniebowzięcia NMP – 15 sierpnia ipsa die[3]
- Bł. Stefana Wincentego Frelichowskiego – 23 lutego[3]
- Niepokalanego Poczęcia NMP – 8 grudnia ipsa die[3]
- Zwiastowania Pańskiego – 25 marca ipsa die[3]